# Kerstin Thummes
Kerstin Thummes (* 1983) ist eine deutsche Kommunikationswissenschaftlerin.

## Leben
Von 2002 bis 2007 studierte sie angewandte Medienwissenschaft am Institut für Medien- und Kommunikationswissenschaft der TU Ilmenau. 2011 wurde sie an der WWU Münster promoviert mit einer Diplomarbeit zum Thema „Ist Kommunikation messbar?“. Von 2014 bis 2019 war sie Juniorprofessorin für Kommunikationswissenschaft mit dem Schwerpunkt Strategische Kommunikation am Institut für Kommunikationswissenschaft an der WWU Münster. Seit 2019 ist sie Universitätsprofessorin für Kommunikationswissenschaft mit dem Schwerpunkt Organisationskommunikation am Institut für Politik- und Kommunikationswissenschaft der Universität Greifswald.
Ihre Arbeitsschwerpunkte sind Theorien der Organisationskommunikation und Public Relations, Ethik der Organisationskommunikation, insb. moralisches Handeln und (Selbst)Täuschung in der strategischen Kommunikation, Macht und öffentliche Meinungsbildung, Verantwortungskommunikation und Corporate Social Responsibility und Dialog und Online-PR.

## Schriften (Auswahl)
- Ist Kommunikation messbar? Eine kommunikationswissenschaftliche Analyse der Quantifizierbarkeit von Kommunikation und aktueller Ansätze des Kommunikations-Controllings. Berlin 2009, ISBN 978-3-9811316-4-2.
- Täuschung in der strategischen Kommunikation. Eine kommunikationswissenschaftliche Analyse. Wiesbaden 2013, ISBN 3-658-00529-7.